# Dispersie (natuurkunde)

Dispersie in een prisma levert een kleurenspectrum op.

Onder dispersie (of spreiding) wordt in de natuurkunde het verschijnsel verstaan dat de voortplantingssnelheid van een golf afhankelijk is van de frequentie, en dus ook van de golflengte. In de optica wordt dispersie ook wel kleurschifting genoemd.

## Optica
Dispersie is vooral bekend in de optica, waar de brekingsindex van een materiaal bepaald wordt door de voortplantingssnelheid in dat materiaal. Door de dispersie valt wit licht – dat uit alle kleuren bestaat – uiteen in alle kleuren van de regenboog (het zogenaamde spectrum) wanneer het door een prisma valt. Spectraalanalyse is een belangrijke analysemethode in de chemie en in de astrofysica voor het identificeren van chemische elementen.
Dispersie veroorzaakt chromatische aberratie in lenzen. Het effect van dispersie kan (gedeeltelijk) tegengegaan worden door materialen met verschillende dispersie te combineren. De mate van dispersie wordt uitgedrukt in het getal van Abbe; hoe hoger dit getal, des te kleiner de kleurschifting. Materialen met een hoge brekingsindex hebben in de praktijk een grotere dispersie en een kleiner getal van Abbe.
Onderstaande tabel geldt voor mineraal glas. Voor andere materialen gelden andere getallen.
| Brekingsindex | Getal van Abbe |
| ------------- | -------------- |
| 1,5           | 58,6           |
| 1,6           | 41,7           |
| 1,7           | 39,3           |
| 1,8           | 35,4           |

## Algemeen
Dispersie treedt niet alleen op in de optica, maar in alle media waarin golven zich voortplanten en waarin de voortplantingssnelheid afhankelijk is van de frequentie van de golf. Voorbeelden zijn geluidsgolven en seismische golven in de aardkorst. Zulke media worden dispersieve media genoemd.
Voor elk golfverschijnsel geldt de volgende relatie tussen de frequentie {\displaystyle f}, de golflengte {\displaystyle \lambda } en de voortplantingssnelheid {\displaystyle v} in het betrokken medium:
{\displaystyle v=\lambda f}
Het verband tussen de frequentie en de voortplantingssnelheid (of daarmee gelijkwaardig de golflengte of de brekingsindex), wordt dispersierelatie genoemd. Vaak wordt dit verband gegeven als relatie tussen de hoekfrequentie {\displaystyle \omega (=2\pi f)} en het cirkelgolfgetal {\displaystyle k(=2\pi /\lambda )}.
In de optica is de dispersierelatie:
{\displaystyle k(\omega )=\omega {\frac {n(\omega )}{c}}}
met {\displaystyle n} de brekingsindex en {\displaystyle c} de lichtsnelheid.
De term dispersierelatie wordt ook gebruikt voor het verband tussen de voortplantingssnelheid en de demping, die ook afhankelijk is van de frequentie. Heeft een voortplantingsmedium een dempingsfactor, dan krijgt de brekingsindex een imaginaire component en wordt dus een complex getal. De Kramers-Kronigrelatie, die het verband tussen de reële en de imaginaire component van de brekingsindex beschrijft, wordt ook een dispersierelatie genoemd.

## Gegeneraliseerde formulering van de hoge orden van dispersie - Lah-Laguerre optica
De beschrijving van de chromatische dispersie op perturbatieve wijze via taylor-coëfficiënten is handig voor optimalisatieproblemen waarbij de dispersie van verschillende systemen moet worden gebalanceerd. In chirp-pulslaserversterkers bijvoorbeeld worden de pulsen eerst in de tijd uitgerekt door een stretcher om optische schade te voorkomen. Vervolgens accumuleren de pulsen in het versterkingsproces onvermijdelijk lineaire en niet-lineaire fase bij het passeren van materialen. En ten slotte worden de pulsen gecomprimeerd in verschillende soorten compressoren. Om eventuele resterende hogere orden in de geaccumuleerde fase op te heffen, worden gewoonlijk afzonderlijke orden gemeten en gebalanceerd. Voor uniforme systemen is een dergelijke perturbatieve beschrijving echter vaak niet nodig (d.w.z. voortplanting in golfgeleiders).
De dispersieorden zijn gegeneraliseerd op een berekeningsvriendelijke manier, in de vorm van transformaties van het Lah-Laguerre type.
De dispersieorden worden gedefinieerd door de taylor-ontwikkeling van de fase of de golfvector.
{\displaystyle \varphi (\omega )=\sum _{p}{\frac {1}{p!}}{\frac {\partial ^{p}\varphi }{\partial \omega ^{p}}}(\omega _{0})(\omega -\omega _{0})^{p}}
{\displaystyle k(\omega )=\sum _{p}{\frac {1}{p!}}{\frac {\partial ^{p}k}{\partial \omega ^{p}}}(\omega _{0})(\omega -\omega _{0})^{p}}
De dispersierelaties voor de golfvector {\displaystyle k(\omega )={\frac {\omega }{c}}n(\omega )} en de fase
{\displaystyle \varphi (\omega )={\frac {\omega }{c}}OP(\omega )}, met {\displaystyle OP} de optische weglengte, kunnen worden uitgedrukt als:
{\displaystyle {\frac {\partial ^{p}}{\partial \omega ^{p}}}k(\omega )={\frac {1}{c}}\left(p{\frac {\partial ^{p-1}}{\partial \omega ^{p-1}}}n(\omega )+\omega {\frac {\partial ^{p}}{\partial \omega ^{p}}}n(\omega )\right)}
{\displaystyle {\frac {\partial ^{p}}{\partial \omega ^{p}}}\varphi (\omega )={\frac {1}{c}}\left(p{\frac {\partial ^{p-1}}{\partial \omega ^{p-1}}}OP(\omega )+\omega {\frac {\partial ^{p}}{\partial \omega ^{p}}}OP(\omega )\right)}
De afgeleiden van elke differentieerbare functie {\displaystyle f\mathrm {(} \omega \mathrm {|} \lambda \mathrm {)} } in de golflengte- of frequentieruimte wordt door een Lah-transformatie gespecificeerd als:
{\displaystyle {\begin{array}{l}{\frac {\partial {p}}{\partial {\omega }^{p}}}f\mathrm {(} \omega \mathrm {)} ={}{\left(\mathrm {-} \mathrm {1} \right)}^{p}{\left({\frac {\lambda }{\mathrm {2} \pi c}}\right)}^{p}\sum \limits _{m={0}}^{p}{{\mathcal {A}}\mathrm {(} p,m\mathrm {)} {\lambda }^{m}{\frac {{\partial }^{m}}{\partial {\lambda }^{m}}}f\mathrm {(} \lambda \mathrm {)} }\end{array}}} {\displaystyle ,}
{\displaystyle {\begin{array}{c}{\frac {{\partial }^{p}}{\partial {\lambda }^{p}}}f\mathrm {(} \lambda \mathrm {)} ={}{\left(\mathrm {-} \mathrm {1} \right)}^{p}{\left({\frac {\omega }{\mathrm {2} \pi c}}\right)}^{p}\sum \limits _{m={0}}^{p}{{\mathcal {A}}\mathrm {(} p,m\mathrm {)} {\omega }^{m}{\frac {{\partial }^{m}}{\partial {\omega }^{m}}}f\mathrm {(} \omega \mathrm {)} }\end{array}}(2)}
De matrixelementen van de transformatie zijn de Lah-coëfficiënten: {\displaystyle {\mathcal {A}}\mathrm {(} p,m\mathrm {)} ={\frac {p\mathrm {!} }{\left(p\mathrm {-} m\right)\mathrm {!} m\mathrm {!} }}{\frac {\mathrm {(} p\mathrm {-} \mathrm {1)!} }{\mathrm {(} m\mathrm {-} \mathrm {1)!} }}}
Geschreven voor de GDD stelt bovenstaande uitdrukking dat een constante met golflengte GGD, nul hogere orden heeft. De hogere ordes geëvalueerd vanuit de GDD zijn:
{\displaystyle {\begin{array}{c}{\frac {{\partial }^{p}}{\partial {\omega }^{p}}}GDD\mathrm {(} \omega \mathrm {)} ={}{\left(\mathrm {-} \mathrm {1} \right)}^{p}{\left({\frac {\lambda }{\mathrm {2} \pi c}}\right)}^{p}\sum \limits _{m={0}}^{p}{{\mathcal {A}}\mathrm {(} p,m\mathrm {)} {\lambda }^{m}{\frac {{\partial }^{m}}{\partial {\lambda }^{m}}}GDD\mathrm {(} \lambda \mathrm {)} }\end{array}}}
Door vergelijking (2) voor de brekingsindex {\displaystyle n} of optische weg {\displaystyle OP} in vergelijking (1) te substitueren, ontstaan gesloten uitdrukkingen voor de dispersieorden. In het algemeen is de {\displaystyle p^{th}} orde dispersie POD een Laguerre-type transformatie van negatieve orde twee:
{\displaystyle POD={\frac {d^{p}\varphi (\omega )}{d\omega ^{p}}}=(-1)^{p}({\frac {\lambda }{2\pi c}})^{(p-1)}\sum _{m=0}^{p}{\mathcal {B(p,m)}}(\lambda )^{m}{\frac {d^{m}OP(\lambda )}{d\lambda ^{m}}}} {\displaystyle ,}
{\displaystyle POD={\frac {d^{p}k(\omega )}{d\omega ^{p}}}=(-1)^{p}({\frac {\lambda }{2\pi c}})^{(p-1)}\sum _{m=0}^{p}{\mathcal {B(p,m)}}(\lambda )^{m}{\frac {d^{m}n(\lambda )}{d\lambda ^{m}}}}
Door vergelijking (2) voor de brekingsindex {\displaystyle n} of optische weg {\displaystyle OP} in vergelijking (1) te substitueren, ontstaan gesloten uitdrukkingen voor de dispersieorden. In het algemeen is de {\displaystyle p^{th}} orde dispersie POD een Laguerre-type transformatie van negatieve orde twee:{\displaystyle {\mathcal {B}}\mathrm {(} p,m\mathrm {)} ={\frac {p\mathrm {!} }{\left(p\mathrm {-} m\right)\mathrm {!} m\mathrm {!} }}{\frac {\mathrm {(} p\mathrm {-} \mathrm {2)!} }{\mathrm {(} m\mathrm {-} \mathrm {2)!} }}}
De eerste tien dispersieorders, expliciet geschreven voor de golfvector, zijn:
{\displaystyle {\begin{array}{l}{\boldsymbol {\it {GD}}}={\frac {\partial }{\partial \omega }}k\mathrm {(} \omega \mathrm {)} ={\frac {\mathrm {1} }{c}}\left(n\mathrm {(} \omega \mathrm {)} +\omega {\frac {\partial n\mathrm {(} \omega \mathrm {)} }{\partial \omega }}\right)={\frac {\mathrm {1} }{c}}\left(n\mathrm {(} \lambda \mathrm {)} -\lambda {\frac {\partial n\mathrm {(} \lambda \mathrm {)} }{\partial \lambda }}\right)=v_{gr}^{\mathrm {-} \mathrm {1} }\end{array}}}
De groepsbrekingsindex {\displaystyle n_{g}} wordt gedefinieerd als: {\displaystyle n_{g}=cv_{gr}^{\mathrm {-} \mathrm {1} }}.
{\displaystyle {\begin{array}{l}{\boldsymbol {\it {GDD}}}={\frac {{\partial }^{2}}{\partial {\omega }^{\mathrm {2} }}}k\mathrm {(} \omega \mathrm {)} ={\frac {\mathrm {1} }{c}}\left(\mathrm {2} {\frac {\partial n\mathrm {(} \omega \mathrm {)} }{\partial \omega }}+\omega {\frac {{\partial }^{2}n\mathrm {(} \omega \mathrm {)} }{\partial {\omega }^{\mathrm {2} }}}\right)={\frac {\mathrm {1} }{c}}\left({\frac {\lambda }{\mathrm {2} \pi c}}\right)\left({\lambda }^{\mathrm {2} }{\frac {{\partial }^{2}n\mathrm {(} \lambda \mathrm {)} }{\partial {\lambda }^{\mathrm {2} }}}\right)\end{array}}}
{\displaystyle {\begin{array}{l}{\boldsymbol {\it {TOD}}}={\frac {{\partial }^{3}}{\partial {\omega }^{\mathrm {3} }}}k\mathrm {(} \omega \mathrm {)} ={\frac {\mathrm {1} }{c}}\left(\mathrm {3} {\frac {{\partial }^{2}n\mathrm {(} \omega \mathrm {)} }{\partial {\omega }^{\mathrm {2} }}}+\omega {\frac {{\partial }^{3}n\mathrm {(} \omega \mathrm {)} }{\partial {\omega }^{\mathrm {3} }}}\right)={-}{\frac {\mathrm {1} }{c}}{\left({\frac {\lambda }{\mathrm {2} \pi c}}\right)}^{\mathrm {2} }{\Bigl (}\mathrm {3} {\lambda }^{\mathrm {2} }{\frac {{\partial }^{2}n\mathrm {(} \lambda \mathrm {)} }{\partial {\lambda }^{\mathrm {2} }}}+{\lambda }^{\mathrm {3} }{\frac {{\partial }^{3}n\mathrm {(} \lambda \mathrm {)} }{\partial {\lambda }^{\mathrm {3} }}}{\Bigr )}\end{array}}}
{\displaystyle {\begin{array}{l}{\boldsymbol {\it {FOD}}}={\frac {{\partial }^{4}}{\partial {\omega }^{\mathrm {4} }}}k\mathrm {(} \omega \mathrm {)} ={\frac {\mathrm {1} }{c}}\left(\mathrm {4} {\frac {{\partial }^{3}n\mathrm {(} \omega \mathrm {)} }{\partial {\omega }^{\mathrm {3} }}}+\omega {\frac {{\partial }^{4}n\mathrm {(} \omega \mathrm {)} }{\partial {\omega }^{\mathrm {4} }}}\right)={\frac {\mathrm {1} }{c}}{\left({\frac {\lambda }{\mathrm {2} \pi c}}\right)}^{\mathrm {3} }{\Bigl (}\mathrm {12} {\lambda }^{\mathrm {2} }{\frac {{\partial }^{2}n\mathrm {(} \lambda \mathrm {)} }{\partial {\lambda }^{\mathrm {2} }}}+\mathrm {8} {\lambda }^{\mathrm {3} }{\frac {{\partial }^{3}n\mathrm {(} \lambda \mathrm {)} }{\partial {\lambda }^{\mathrm {3} }}}+{\lambda }^{\mathrm {4} }{\frac {{\partial }^{4}n\mathrm {(} \lambda \mathrm {)} }{\partial {\lambda }^{\mathrm {4} }}}{\Bigr )}\end{array}}}
{\displaystyle {\begin{array}{l}{\boldsymbol {\it {FiOD}}}={\frac {{\partial }^{5}}{\partial {\omega }^{\mathrm {5} }}}k\mathrm {(} \omega \mathrm {)} ={\frac {\mathrm {1} }{c}}\left(\mathrm {5} {\frac {{\partial }^{4}n\mathrm {(} \omega \mathrm {)} }{\partial {\omega }^{\mathrm {4} }}}+\omega {\frac {{\partial }^{5}n\mathrm {(} \omega \mathrm {)} }{\partial {\omega }^{\mathrm {5} }}}\right)={-}{\frac {\mathrm {1} }{c}}{\left({\frac {\lambda }{\mathrm {2} \pi c}}\right)}^{\mathrm {4} }{\Bigl (}\mathrm {60} {\lambda }^{\mathrm {2} }{\frac {{\partial }^{2}n\mathrm {(} \lambda \mathrm {)} }{\partial {\lambda }^{\mathrm {2} }}}+\mathrm {60} {\lambda }^{\mathrm {3} }{\frac {{\partial }^{3}n\mathrm {(} \lambda \mathrm {)} }{\partial {\lambda }^{\mathrm {3} }}}+\mathrm {15} {\lambda }^{\mathrm {4} }{\frac {{\partial }^{4}n\mathrm {(} \lambda \mathrm {)} }{\partial {\lambda }^{\mathrm {4} }}}+{\lambda }^{\mathrm {5} }{\frac {{\partial }^{5}n\mathrm {(} \lambda \mathrm {)} }{\partial {\lambda }^{\mathrm {5} }}}{\Bigr )}\end{array}}}
{\displaystyle {\begin{array}{l}{\boldsymbol {\it {SiOD}}}={\frac {{\partial }^{6}}{\partial {\omega }^{\mathrm {6} }}}k\mathrm {(} \omega \mathrm {)} ={\frac {\mathrm {1} }{c}}\left(\mathrm {6} {\frac {{\partial }^{5}n\mathrm {(} \omega \mathrm {)} }{\partial {\omega }^{\mathrm {5} }}}+\omega {\frac {{\partial }^{6}n\mathrm {(} \omega \mathrm {)} }{\partial {\omega }^{\mathrm {6} }}}\right)={\frac {\mathrm {1} }{c}}{\left({\frac {\lambda }{\mathrm {2} \pi c}}\right)}^{\mathrm {5} }{\Bigl (}\mathrm {360} {\lambda }^{\mathrm {2} }{\frac {{\partial }^{2}n\mathrm {(} \lambda \mathrm {)} }{\partial {\lambda }^{\mathrm {2} }}}+\mathrm {480} {\lambda }^{\mathrm {3} }{\frac {{\partial }^{3}n\mathrm {(} \lambda \mathrm {)} }{\partial {\lambda }^{\mathrm {3} }}}+\mathrm {180} {\lambda }^{\mathrm {4} }{\frac {{\partial }^{4}n\mathrm {(} \lambda \mathrm {)} }{\partial {\lambda }^{\mathrm {4} }}}+\mathrm {24} {\lambda }^{\mathrm {5} }{\frac {{\partial }^{5}n\mathrm {(} \lambda \mathrm {)} }{\partial {\lambda }^{\mathrm {5} }}}+{\lambda }^{\mathrm {6} }{\frac {{\partial }^{6}n\mathrm {(} \lambda \mathrm {)} }{\partial {\lambda }^{\mathrm {6} }}}{\Bigr )}\end{array}}}
{\displaystyle {\begin{array}{l}{\boldsymbol {\it {SeOD}}}={\frac {{\partial }^{7}}{\partial {\omega }^{\mathrm {7} }}}k\mathrm {(} \omega \mathrm {)} ={\frac {\mathrm {1} }{c}}\left(\mathrm {7} {\frac {{\partial }^{6}n\mathrm {(} \omega \mathrm {)} }{{\partial \omega }^{\mathrm {6} }}}+\omega {\frac {{\partial }^{7}n\mathrm {(} \omega \mathrm {)} }{{\partial \omega }^{\mathrm {7} }}}\right)={-}{\frac {\mathrm {1} }{c}}{\left({\frac {\lambda }{\mathrm {2} \pi c}}\right)}^{\mathrm {6} }{\Bigl (}\mathrm {2520} {\lambda }^{\mathrm {2} }{\frac {{\partial }^{2}n\mathrm {(} \lambda \mathrm {)} }{\partial {\lambda }^{\mathrm {2} }}}+\mathrm {4200} {\lambda }^{\mathrm {3} }{\frac {{\partial }^{3}n\mathrm {(} \lambda \mathrm {)} }{\partial {\lambda }^{\mathrm {3} }}}+\mathrm {2100} {\lambda }^{\mathrm {4} }{\frac {{\partial }^{4}n\mathrm {(} \lambda \mathrm {)} }{\partial {\lambda }^{\mathrm {4} }}}+\mathrm {420} {\lambda }^{\mathrm {5} }{\frac {{\partial }^{5}n\mathrm {(} \lambda \mathrm {)} }{\partial {\lambda }^{\mathrm {5} }}}+\mathrm {35} {\lambda }^{\mathrm {6} }{\frac {{\partial }^{6}n\mathrm {(} \lambda \mathrm {)} }{\partial {\lambda }^{\mathrm {6} }}}+{\lambda }^{\mathrm {7} }{\frac {{\partial }^{7}n\mathrm {(} \lambda \mathrm {)} }{\partial {\lambda }^{\mathrm {7} }}}{\Bigr )}\end{array}}}
{\displaystyle {\begin{array}{l}{\boldsymbol {\it {EOD}}}={\frac {{\partial }^{8}}{\partial {\omega }^{\mathrm {8} }}}k\mathrm {(} \omega \mathrm {)} ={\frac {\mathrm {1} }{c}}\left(\mathrm {8} {\frac {{\partial }^{7}n\mathrm {(} \omega \mathrm {)} }{{\partial \omega }^{\mathrm {7} }}}+\omega {\frac {{\partial }^{8}n\mathrm {(} \omega \mathrm {)} }{\partial {\omega }^{\mathrm {8} }}}\right)={\frac {\mathrm {1} }{c}}{\left({\frac {\lambda }{\mathrm {2} \pi c}}\right)}^{\mathrm {7} }{\Bigl (}\mathrm {20160} {\lambda }^{\mathrm {2} }{\frac {{\partial }^{2}n\mathrm {(} \lambda \mathrm {)} }{\partial {\lambda }^{\mathrm {2} }}}+\mathrm {40320} {\lambda }^{\mathrm {3} }{\frac {{\partial }^{3}n\mathrm {(} \lambda \mathrm {)} }{\partial {\lambda }^{\mathrm {3} }}}+\mathrm {25200} {\lambda }^{\mathrm {4} }{\frac {{\partial }^{4}n\mathrm {(} \lambda \mathrm {)} }{\partial {\lambda }^{\mathrm {4} }}}+\mathrm {6720} {\lambda }^{\mathrm {5} }{\frac {{\partial }^{5}n\mathrm {(} \lambda \mathrm {)} }{\partial {\lambda }^{\mathrm {5} }}}+\mathrm {840} {\lambda }^{\mathrm {6} }{\frac {{\partial }^{6}n\mathrm {(} \lambda \mathrm {)} }{\partial {\lambda }^{\mathrm {6} }}}+\\+\mathrm {48} {\lambda }^{\mathrm {7} }{\frac {{\partial }^{7}n\mathrm {(} \lambda \mathrm {)} }{\partial {\lambda }^{\mathrm {7} }}}+{\lambda }^{\mathrm {8} }{\frac {{\partial }^{8}n\mathrm {(} \lambda \mathrm {)} }{\partial {\lambda }^{\mathrm {8} }}}{\Bigr )}\end{array}}}
{\displaystyle {\begin{array}{l}{\boldsymbol {\it {NOD}}}={\frac {{\partial }^{9}}{\partial {\omega }^{\mathrm {9} }}}k\mathrm {(} \omega \mathrm {)} ={\frac {\mathrm {1} }{c}}\left(\mathrm {9} {\frac {{\partial }^{8}n\mathrm {(} \omega \mathrm {)} }{\partial {\omega }^{\mathrm {8} }}}+\omega {\frac {{\partial }^{9}n\mathrm {(} \omega \mathrm {)} }{\partial {\omega }^{\mathrm {9} }}}\right)={-}{\frac {\mathrm {1} }{c}}{\left({\frac {\lambda }{\mathrm {2} \pi c}}\right)}^{\mathrm {8} }{\Bigl (}\mathrm {181440} {\lambda }^{\mathrm {2} }{\frac {{\partial }^{2}n\mathrm {(} \lambda \mathrm {)} }{\partial {\lambda }^{\mathrm {2} }}}+\mathrm {423360} {\lambda }^{\mathrm {3} }{\frac {{\partial }^{3}n\mathrm {(} \lambda \mathrm {)} }{\partial {\lambda }^{\mathrm {3} }}}+\mathrm {317520} {\lambda }^{\mathrm {4} }{\frac {{\partial }^{4}n\mathrm {(} \lambda \mathrm {)} }{\partial {\lambda }^{\mathrm {4} }}}+\mathrm {105840} {\lambda }^{\mathrm {5} }{\frac {{\partial }^{5}n\mathrm {(} \lambda \mathrm {)} }{\partial {\lambda }^{\mathrm {5} }}}+\mathrm {17640} {\lambda }^{\mathrm {6} }{\frac {{\partial }^{6}n\mathrm {(} \lambda \mathrm {)} }{\partial {\lambda }^{\mathrm {6} }}}+\\+\mathrm {1512} {\lambda }^{\mathrm {7} }{\frac {{\partial }^{7}n\mathrm {(} \lambda \mathrm {)} }{\partial {\lambda }^{\mathrm {7} }}}+\mathrm {63} {\lambda }^{\mathrm {8} }{\frac {{\partial }^{8}n\mathrm {(} \lambda \mathrm {)} }{\partial {\lambda }^{\mathrm {8} }}}+{\lambda }^{\mathrm {9} }{\frac {{\partial }^{9}n\mathrm {(} \lambda \mathrm {)} }{\partial {\lambda }^{\mathrm {9} }}}{\Bigr )}\end{array}}}
{\displaystyle {\begin{array}{l}{\boldsymbol {\it {TeOD}}}={\frac {{\partial }^{10}}{\partial {\omega }^{\mathrm {10} }}}k\mathrm {(} \omega \mathrm {)} ={\frac {\mathrm {1} }{c}}\left(\mathrm {10} {\frac {{\partial }^{9}n\mathrm {(} \omega \mathrm {)} }{\partial {\omega }^{\mathrm {9} }}}+\omega {\frac {{\partial }^{10}n\mathrm {(} \omega \mathrm {)} }{\partial {\omega }^{\mathrm {10} }}}\right)={\frac {\mathrm {1} }{c}}{\left({\frac {\lambda }{\mathrm {2} \pi c}}\right)}^{\mathrm {9} }{\Bigl (}\mathrm {1814400} {\lambda }^{\mathrm {2} }{\frac {{\partial }^{2}n\mathrm {(} \lambda \mathrm {)} }{\partial {\lambda }^{\mathrm {2} }}}+\mathrm {4838400} {\lambda }^{\mathrm {3} }{\frac {{\partial }^{3}n\mathrm {(} \lambda \mathrm {)} }{\partial {\lambda }^{\mathrm {3} }}}+\mathrm {4233600} {\lambda }^{\mathrm {4} }{\frac {{\partial }^{4}n\mathrm {(} \lambda \mathrm {)} }{\partial {\lambda }^{\mathrm {4} }}}+{1693440}{\lambda }^{\mathrm {5} }{\frac {{\partial }^{5}n\mathrm {(} \lambda \mathrm {)} }{\partial {\lambda }^{\mathrm {5} }}}+\\+\mathrm {352800} {\lambda }^{\mathrm {6} }{\frac {{\partial }^{6}n\mathrm {(} \lambda \mathrm {)} }{\partial {\lambda }^{\mathrm {6} }}}+\mathrm {40320} {\lambda }^{\mathrm {7} }{\frac {{\partial }^{7}n\mathrm {(} \lambda \mathrm {)} }{\partial {\lambda }^{\mathrm {7} }}}+\mathrm {2520} {\lambda }^{\mathrm {8} }{\frac {{\partial }^{8}n\mathrm {(} \lambda \mathrm {)} }{\partial {\lambda }^{\mathrm {8} }}}+\mathrm {80} {\lambda }^{\mathrm {9} }{\frac {{\partial }^{9}n\mathrm {(} \lambda \mathrm {)} }{\partial {\lambda }^{\mathrm {9} }}}+{\lambda }^{\mathrm {10} }{\frac {{\partial }^{10}n\mathrm {(} \lambda \mathrm {)} }{\partial {\lambda }^{\mathrm {10} }}}{\Bigr )}\end{array}}}
Expliciet, geschreven voor de fase {\displaystyle \varphi }, kunnen de eerste tien dispersieorden worden uitgedrukt als een functie van de golflengte met behulp van de Lah-transformaties (vergelijking (2)) als:
{\displaystyle {\begin{array}{l}{\frac {\partial {p}}{\partial {\omega }^{p}}}f\mathrm {(} \omega \mathrm {)} ={}{\left(\mathrm {-} \mathrm {1} \right)}^{p}{\left({\frac {\lambda }{\mathrm {2} \pi c}}\right)}^{p}\sum \limits _{m={0}}^{p}{{\mathcal {A}}\mathrm {(} p,m\mathrm {)} {\lambda }^{m}{\frac {{\partial }^{m}}{\partial {\lambda }^{m}}}f\mathrm {(} \lambda \mathrm {)} }\end{array}}} {\displaystyle ,}
{\displaystyle {\begin{array}{c}{\frac {{\partial }^{p}}{\partial {\lambda }^{p}}}f\mathrm {(} \lambda \mathrm {)} ={}{\left(\mathrm {-} \mathrm {1} \right)}^{p}{\left({\frac {\omega }{\mathrm {2} \pi c}}\right)}^{p}\sum \limits _{m={0}}^{p}{{\mathcal {A}}\mathrm {(} p,m\mathrm {)} {\omega }^{m}{\frac {{\partial }^{m}}{\partial {\omega }^{m}}}f\mathrm {(} \omega \mathrm {)} }\end{array}}}
{\displaystyle {\begin{array}{l}{\frac {\partial \varphi \mathrm {(} \omega \mathrm {)} }{\partial \omega }}={-}\left({\frac {\mathrm {2} \pi c}{{\omega }^{\mathrm {2} }}}\right){\frac {\partial \varphi \mathrm {(} \omega \mathrm {)} }{\partial \lambda }}={-}\left({\frac {{\lambda }^{\mathrm {2} }}{\mathrm {2} \pi c}}\right){\frac {\partial \varphi \mathrm {(} \lambda \mathrm {)} }{\partial \lambda }}\end{array}}}
{\displaystyle {\begin{array}{l}{\frac {{\partial }^{2}\varphi \mathrm {(} \omega \mathrm {)} }{\partial {\omega }^{\mathrm {2} }}}={\frac {\partial }{\partial \omega }}\left({\frac {\partial \varphi \mathrm {(} \omega \mathrm {)} }{\partial \omega }}\right)={\left({\frac {\lambda }{\mathrm {2} \pi c}}\right)}^{\mathrm {2} }\left(\mathrm {2} \lambda {\frac {\partial \varphi \mathrm {(} \lambda \mathrm {)} }{\partial \lambda }}+{\lambda }^{\mathrm {2} }{\frac {{\partial }^{2}\varphi \mathrm {(} \lambda \mathrm {)} }{\partial {\lambda }^{\mathrm {2} }}}\right)\end{array}}}
{\displaystyle {\begin{array}{l}{\frac {{\partial }^{3}\varphi \mathrm {(} \omega \mathrm {)} }{\partial {\omega }^{\mathrm {3} }}}={-}{\left({\frac {\lambda }{\mathrm {2} \pi c}}\right)}^{\mathrm {3} }\left(\mathrm {6} \lambda {\frac {\partial \varphi \mathrm {(} \lambda \mathrm {)} }{\partial \lambda }}+\mathrm {6} {\lambda }^{\mathrm {2} }{\frac {{\partial }^{2}\varphi \mathrm {(} \lambda \mathrm {)} }{\partial {\lambda }^{\mathrm {2} }}}+{\lambda }^{\mathrm {3} }{\frac {{\partial }^{3}\varphi \mathrm {(} \lambda \mathrm {)} }{\partial {\lambda }^{\mathrm {3} }}}\right)\end{array}}}
{\displaystyle {\begin{array}{l}{\frac {{\partial }^{4}\varphi \mathrm {(} \omega \mathrm {)} }{\partial {\omega }^{\mathrm {4} }}}={\left({\frac {\lambda }{\mathrm {2} \pi c}}\right)}^{\mathrm {4} }{\Bigl (}\mathrm {24} \lambda {\frac {\partial \varphi \mathrm {(} \lambda \mathrm {)} }{\partial \lambda }}+\mathrm {36} {\lambda }^{\mathrm {2} }{\frac {{\partial }^{2}\varphi \mathrm {(} \lambda \mathrm {)} }{\partial {\lambda }^{\mathrm {2} }}}+\mathrm {12} {\lambda }^{\mathrm {3} }{\frac {{\partial }^{3}\varphi \mathrm {(} \lambda \mathrm {)} }{\partial {\lambda }^{\mathrm {3} }}}+{\lambda }^{\mathrm {4} }{\frac {{\partial }^{4}\varphi \mathrm {(} \lambda \mathrm {)} }{\partial {\lambda }^{\mathrm {4} }}}{\Bigr )}\end{array}}}
{\displaystyle {\begin{array}{l}{\frac {{\partial }^{\mathrm {5} }\varphi \mathrm {(} \omega \mathrm {)} }{\partial {\omega }^{\mathrm {5} }}}={-}{\left({\frac {\lambda }{\mathrm {2} \pi c}}\right)}^{\mathrm {5} }{\Bigl (}\mathrm {120} \lambda {\frac {\partial \varphi \mathrm {(} \lambda \mathrm {)} }{\partial \lambda }}+\mathrm {240} {\lambda }^{\mathrm {2} }{\frac {{\partial }^{2}\varphi \mathrm {(} \lambda \mathrm {)} }{\partial {\lambda }^{\mathrm {2} }}}+\mathrm {120} {\lambda }^{\mathrm {3} }{\frac {{\partial }^{3}\varphi \mathrm {(} \lambda \mathrm {)} }{\partial {\lambda }^{\mathrm {3} }}}+\mathrm {20} {\lambda }^{\mathrm {4} }{\frac {{\partial }^{4}\varphi \mathrm {(} \lambda \mathrm {)} }{\partial {\lambda }^{\mathrm {4} }}}+{\lambda }^{\mathrm {5} }{\frac {{\partial }^{5}\varphi \mathrm {(} \lambda \mathrm {)} }{\partial {\lambda }^{\mathrm {5} }}}{\Bigr )}\end{array}}}
{\displaystyle {\begin{array}{l}{\frac {{\partial }^{6}\varphi \mathrm {(} \omega \mathrm {)} }{\partial {\omega }^{\mathrm {6} }}}={\left({\frac {\lambda }{\mathrm {2} \pi c}}\right)}^{\mathrm {6} }{\Bigl (}\mathrm {720} \lambda {\frac {\partial \varphi \mathrm {(} \lambda \mathrm {)} }{\partial \lambda }}+\mathrm {1800} {\lambda }^{\mathrm {2} }{\frac {{\partial }^{2}\varphi \mathrm {(} \lambda \mathrm {)} }{\partial {\lambda }^{\mathrm {2} }}}+\mathrm {1200} {\lambda }^{\mathrm {3} }{\frac {{\partial }^{3}\varphi \mathrm {(} \lambda \mathrm {)} }{\partial {\lambda }^{\mathrm {3} }}}+\mathrm {300} {\lambda }^{\mathrm {4} }{\frac {{\partial }^{4}\varphi \mathrm {(} \lambda \mathrm {)} }{\partial {\lambda }^{\mathrm {4} }}}+\mathrm {30} {\lambda }^{\mathrm {5} }{\frac {{\partial }^{5}\varphi \mathrm {(} \lambda \mathrm {)} }{\partial {\lambda }^{\mathrm {5} }}}\mathrm {\ +} {\lambda }^{\mathrm {6} }{\frac {{\partial }^{6}\varphi \mathrm {(} \lambda \mathrm {)} }{\partial {\lambda }^{\mathrm {6} }}}{\Bigr )}\end{array}}}
{\displaystyle {\begin{array}{l}{\frac {{\partial }^{7}\varphi \mathrm {(} \omega \mathrm {)} }{\partial {\omega }^{\mathrm {7} }}}={-}{\left({\frac {\lambda }{\mathrm {2} \pi c}}\right)}^{\mathrm {7} }{\Bigl (}\mathrm {5040} \lambda {\frac {\partial \varphi \mathrm {(} \lambda \mathrm {)} }{\partial \lambda }}+\mathrm {15120} {\lambda }^{\mathrm {2} }{\frac {{\partial }^{2}\varphi \mathrm {(} \lambda \mathrm {)} }{\partial {\lambda }^{\mathrm {2} }}}+\mathrm {12600} {\lambda }^{\mathrm {3} }{\frac {{\partial }^{3}\varphi \mathrm {(} \lambda \mathrm {)} }{\partial {\lambda }^{\mathrm {3} }}}+\mathrm {4200} {\lambda }^{\mathrm {4} }{\frac {{\partial }^{4}\varphi \mathrm {(} \lambda \mathrm {)} }{\partial {\lambda }^{\mathrm {4} }}}+\mathrm {630} {\lambda }^{\mathrm {5} }{\frac {{\partial }^{5}\varphi \mathrm {(} \lambda \mathrm {)} }{\partial {\lambda }^{\mathrm {5} }}}+\mathrm {42} {\lambda }^{\mathrm {6} }{\frac {{\partial }^{6}\varphi \mathrm {(} \lambda \mathrm {)} }{\partial {\lambda }^{\mathrm {6} }}}+{\lambda }^{\mathrm {7} }{\frac {{\partial }^{7}\varphi \mathrm {(} \lambda \mathrm {)} }{\partial {\lambda }^{\mathrm {7} }}}{\Bigr )}\end{array}}}
{\displaystyle {\begin{array}{l}{\frac {{\partial }^{8}\varphi \mathrm {(} \omega \mathrm {)} }{\partial {\omega }^{\mathrm {8} }}}={\left({\frac {\lambda }{\mathrm {2} \pi c}}\right)}^{\mathrm {8} }{\Bigl (}\mathrm {40320} \lambda {\frac {\partial \varphi \mathrm {(} \lambda \mathrm {)} }{\partial \lambda }}+\mathrm {141120} {\lambda }^{\mathrm {2} }{\frac {{\partial }^{2}\varphi \mathrm {(} \lambda \mathrm {)} }{\partial {\lambda }^{\mathrm {2} }}}+\mathrm {141120} {\lambda }^{\mathrm {3} }{\frac {{\partial }^{3}\varphi \mathrm {(} \lambda \mathrm {)} }{\partial {\lambda }^{\mathrm {3} }}}+\mathrm {58800} {\lambda }^{\mathrm {4} }{\frac {{\partial }^{4}\varphi \mathrm {(} \lambda \mathrm {)} }{\partial {\lambda }^{\mathrm {4} }}}+\mathrm {11760} {\lambda }^{\mathrm {5} }{\frac {{\partial }^{5}\varphi \mathrm {(} \lambda \mathrm {)} }{\partial {\lambda }^{\mathrm {5} }}}+\mathrm {1176} {\lambda }^{\mathrm {6} }{\frac {{\partial }^{6}\varphi \mathrm {(} \lambda \mathrm {)} }{\partial {\lambda }^{\mathrm {6} }}}+\mathrm {56} {\lambda }^{\mathrm {7} }{\frac {{\partial }^{7}\varphi \mathrm {(} \lambda \mathrm {)} }{\partial {\lambda }^{\mathrm {7} }}}+\\+{\lambda }^{\mathrm {8} }{\frac {\partial ^{8}\varphi \mathrm {(} \lambda \mathrm {)} }{\partial {\lambda }^{\mathrm {8} }}}{\Bigr )}\end{array}}}
{\displaystyle {\begin{array}{l}{\frac {{\partial }^{9}\varphi \mathrm {(} \omega \mathrm {)} }{\partial {\omega }^{\mathrm {9} }}}={-}{\left({\frac {\lambda }{\mathrm {2} \pi c}}\right)}^{\mathrm {9} }{\Bigl (}\mathrm {362880} \lambda {\frac {\partial \varphi \mathrm {(} \lambda \mathrm {)} }{\partial \lambda }}+\mathrm {1451520} {\lambda }^{\mathrm {2} }{\frac {{\partial }^{2}\varphi \mathrm {(} \lambda \mathrm {)} }{\partial {\lambda }^{\mathrm {2} }}}+\mathrm {1693440} {\lambda }^{\mathrm {3} }{\frac {{\partial }^{3}\varphi \mathrm {(} \lambda \mathrm {)} }{\partial {\lambda }^{\mathrm {3} }}}+\mathrm {846720} {\lambda }^{\mathrm {4} }{\frac {{\partial }^{4}\varphi \mathrm {(} \lambda \mathrm {)} }{\partial {\lambda }^{\mathrm {4} }}}+\mathrm {211680} {\lambda }^{\mathrm {5} }{\frac {{\partial }^{5}\varphi \mathrm {(} \lambda \mathrm {)} }{\partial {\lambda }^{\mathrm {5} }}}+\mathrm {28224} {\lambda }^{\mathrm {6} }{\frac {{\partial }^{6}\varphi \mathrm {(} \lambda \mathrm {)} }{\partial {\lambda }^{\mathrm {6} }}}+\\+\mathrm {2016} {\lambda }^{\mathrm {7} }{\frac {{\partial }^{7}\varphi \mathrm {(} \lambda \mathrm {)} }{\partial {\lambda }^{\mathrm {7} }}}+\mathrm {72} {\lambda }^{\mathrm {8} }{\frac {{\partial }^{8}\varphi \mathrm {(} \lambda \mathrm {)} }{\partial {\lambda }^{\mathrm {8} }}}+{\lambda }^{\mathrm {9} }{\frac {\partial ^{\mathrm {9} }\varphi \mathrm {(} \lambda \mathrm {)} }{\partial {\lambda }^{\mathrm {9} }}}{\Bigr )}\end{array}}}
{\displaystyle {\begin{array}{l}{\frac {{\partial }^{10}\varphi \mathrm {(} \omega \mathrm {)} }{\partial {\omega }^{\mathrm {10} }}}={\left({\frac {\lambda }{\mathrm {2} \pi c}}\right)}^{\mathrm {10} }{\Bigl (}\mathrm {3628800} \lambda {\frac {\partial \varphi \mathrm {(} \lambda \mathrm {)} }{\partial \lambda }}+\mathrm {16329600} {\lambda }^{\mathrm {2} }{\frac {{\partial }^{2}\varphi \mathrm {(} \lambda \mathrm {)} }{\partial {\lambda }^{\mathrm {2} }}}+\mathrm {21772800} {\lambda }^{\mathrm {3} }{\frac {{\partial }^{3}\varphi \mathrm {(} \lambda \mathrm {)} }{\partial {\lambda }^{\mathrm {3} }}}+\mathrm {12700800} {\lambda }^{\mathrm {4} }{\frac {{\partial }^{4}\varphi \mathrm {(} \lambda \mathrm {)} }{\partial {\lambda }^{\mathrm {4} }}}+\mathrm {3810240} {\lambda }^{\mathrm {5} }{\frac {{\partial }^{5}\varphi \mathrm {(} \lambda \mathrm {)} }{\partial {\lambda }^{\mathrm {5} }}}+\mathrm {635040} {\lambda }^{\mathrm {6} }{\frac {{\partial }^{6}\varphi \mathrm {(} \lambda \mathrm {)} }{\partial {\lambda }^{\mathrm {6} }}}+\\+\mathrm {60480} {\lambda }^{\mathrm {7} }{\frac {{\partial }^{7}\varphi \mathrm {(} \lambda \mathrm {)} }{\partial {\lambda }^{\mathrm {7} }}}+\mathrm {3240} {\lambda }^{\mathrm {8} }{\frac {{\partial }^{8}\varphi \mathrm {(} \lambda \mathrm {)} }{\partial {\lambda }^{\mathrm {8} }}}+\mathrm {90} {\lambda }^{\mathrm {9} }{\frac {{\partial }^{9}\varphi \mathrm {(} \lambda \mathrm {)} }{\partial {\lambda }^{\mathrm {9} }}}+{\lambda }^{\mathrm {10} }{\frac {{\partial }^{10}\varphi \mathrm {(} \lambda \mathrm {)} }{\partial {\lambda }^{\mathrm {10} }}}{\Bigr )}\end{array}}}

## Andere gebieden
De term dispersie wordt ook in de kwantummechanica gebruikt, en wel voor het uiteenwaaieren van een energieniveau tot een energieband, zoals in vaste stoffen. Zie Halfgeleider (vastestoffysica) voor een voorbeeld.
Bij datatransmissie in glasvezel wordt de term dispersie gebruikt bij snelle signalen die in de tijd worden uitgesmeerd. Dit effect heeft verschillende oorzaken wat beperkingen oplegt van de snelheid waarmee datatransmissie kan plaatsvinden (bandbreedtebeperking)